# Anna Lindh
Ylva Anna Maria Lindh (Stoccolma, 19 giugno 1957 – Solna, 11 settembre 2003) è stata una politica svedese.

## Biografia e carriera politica
Nata a Enskede-Årsta, un borgo nella parte meridionale di Stoccolma, la Lindh crebbe però a Grillby, proprio nei pressi dell'importante centro di Enköping. All'età di dodici anni era già coinvolta nell'attivismo politico, e si iscrisse alla sede locale della Lega Giovanile del Partito Socialdemocratico Svedese (Sveriges Socialdemokratiska Ungdomsförbund - SSU), nella quale fu molto attiva soprattutto per la lotta ed i movimenti di protesta contro la guerra del Vietnam.
Laureata in legge all'Università di Uppsala nel 1982, nello stesso anno venne eletta al Parlamento svedese nella lista del Partito Socialdemocratico Svedese (SAP). Nel 1984 divenne la prima donna ad essere eletta presidente della SSU, e con tale mandato, durato sei anni, fu molto attiva nella lotta alla corsa al riarmo e fu attiva per affrontare le problematiche internazionali della questione palestinese, del Sudafrica, del Nicaragua e del Vietnam. Dal 1991 al 1994 la Lindh fu eletta Commissario per la Cultura e l'Ambiente e venne nominata vicesindaco di Stoccolma. 
Nel 1994, a seguito della vittoria del Partito Socialdemocratico Svedese, venne nominata dal primo ministro Ingvar Carlsson in qualità di ministra dell'ambiente, incarico che mantenne fino al 1998, quando le fu affidato il ministero degli esteri. Uno dei suoi maggiori risultati in qualità di Ministra dell'ambiente svedese fu la sua campagna all'interno dell'Unione europea per la legge contro le sostanze chimiche nocive. E fu anche promotrice di una Commissione Europea contro la proliferazione delle sostanze acide.
Nel 1998, a seguito di nuove elezioni, il nuovo primo ministro svedese Göran Persson la nominò ministra degli esteri della Svezia, al posto di Lena Hjelm-Wallén.
L'apice della carriera politica della Lindh venne raggiunto durante il semestre di presidenza svedese del Consiglio dell'Unione europea nella prima metà del 2001, quando ebbe la responsabilità di rappresentare ufficialmente le posizioni in materia di politica estera dell'Unione Europea. Collaborò in questa veste con l'alto rappresentante per la politica estera comune dell'Unione Europea Javier Solana in Macedonia dove contribuì a scongiurare uno strisciante conflitto civile attraverso gli accordi di Ohrid.
La Lindh fu molto critica riguardo alla guerra in Iraq nel 2003 commentando che:
Il 10 settembre 2003, tre giorni prima del referendum sull'introduzione dell'euro in Svezia, fu accoltellata da Mijailo Mijailović mentre faceva la spesa in un negozio di Stoccolma. Morì il giorno seguente presso l'ospedale di Solna.
L'Unione europea e gli Stati partner del Mediterraneo hanno deciso di intitolarle la Fondazione Anna Lindh, organizzazione euromediterranea per il dialogo interculturale.